# Eeke van Nes
Eeke Geertruida van Nes (* 17. April 1969 in Delft) ist eine ehemalige niederländische Ruderin. 
Die 1,86 m große Eeke van Nes vom Ruderverein D.S.R.V. Laga in Delft war bei den Ruder-Weltmeisterschaften 1993 mit Irene Eijs und 1994 mit Josephina de Groot Vierte im Doppelzweier. Bei den Ruder-Weltmeisterschaften 1995 trat Eeke van Nes in zwei Wettbewerben an. Zusammen mit Irene Eijs gewann sie die Silbermedaille im Doppelzweier hinter den Kanadierinnen Heddle/McBean. Im Doppelvierer ruderten Eeke van Nes und Irene Eijs mit Nelleke Penninx und Anita Meiland auf den dritten Platz hinter den Deutschen und den Kanadierinnen, bei denen Heddle und McBean ebenfalls ein doppelter Medaillengewinn gelang.
Auch bei den Olympischen Spielen 1996 in Atlanta trat Eeke van Nes in zwei Bootsklassen an. Zusammen mit Irene Eijs gewann sie die Bronzemedaille im Doppelzweier hinter Heddle/McBean und dem chinesischen Boot. Der niederländische Doppelvierer belegte im olympischen Endlauf den sechsten Platz. 
Im Jahr darauf rückte Pieta van Dishoeck zu Eeke van Nes in den Doppelzweier, bei den Weltmeisterschaften belegten die beiden den vierten Platz. Im Jahr darauf dominierten die beiden Niederländerinnen den Weltcup mit Siegen in Hazewinkel und Luzern, bei den Weltmeisterschaften in Köln siegten die Amerikanerinnen Batten/Lindsay vor den Niederländerinnen. Im Jahr darauf, bei den Weltmeisterschaften in Kanada, siegte der deutsche Zweier mit Thieme/Boron vor den Chinesinnen, van Nes und van Dishoeck erhielten die Bronzemedaille.
Thieme/Boron siegten auch im Finale der Olympischen Spiele 2000, Eeke van Nes und Pieta van Dishoeck erkämpften sich dahinter die Silbermedaille. Beide gewannen eine weitere Silbermedaille mit dem niederländischen Achter hinter den rumänischen Titelverteidigerinnen. 
Eeke van Nes ist die Tochter des Ruderweltmeisters von 1966 Hadriaan van Nes.